# 洛伊德 (佛羅里達州)
洛伊德（英語：Lloyd）是位於美國佛羅里達州傑佛遜縣的一個人口普查指定地區。

## 地理
洛伊德的座標為30°28′41″N 83°01′21″W / 30.47806°N 83.02250°W，而該地最高點為海拔高度26米（即89英尺）。

## 人口
根據2010年美國人口普查的數據，洛伊德的面積為3.92平方千米，當中陸地面積為3.91平方千米，而水域面積為0.01平方千米。當地共有人口215人，而人口密度為每平方千米54人。